# Gustave Lanctot
Gustave Lanctot (* 5. Juli 1883 in Saint-Constant/Québec; † 2. Februar 1975 in Montreal) war ein kanadischer Historiker und Archivar.

## Leben
Lanctot besuchte das Collège de Montréal, studierte Jura an der Universität Montreal und wurde 1907 in die Québec Bar, die Vereinigung der Advokaten in der Provinz Québec, aufgenommen. Er arbeitete kurze Zeit als Journalist und studierte dann von 1909 bis 1911 mit einem Rhodes-Stipendium Geschichte und Politikwissenschaft an der Universität Oxford und bis zu seiner Rückkehr nach Kanada 1912 Literatur an der Sorbonne.
Ab 1912 arbeitete er bei den Public Archives of Canada (heute: Library and Archives Canada). 1916 trat er in die Canadian Expeditionary Force ein und war als Mitglied der Canadian Special Mission in Europa eingesetzt. Nach seiner Demobilisierung 1918 erlangte er an der Université de Paris mit der Arbeit L'administration de la Nouvelle-France den Doktorgrad. Er kehrte dann zu seiner Tätigkeit bei den Public Archives zurück, zunächst als stellvertretender Archivar, dann als stellvertretendes Direktor für die Kriegstrophäen und schließlich als Leiter des französischen Archivs. Ab 1937 bis zu seiner Pensionierung 1948 war er Leiter des Archivs (Dominion Archivist) im Range eines Vizeministers (deputy minister).
Neben seiner Arbeit in den Public Archives unterrichtete Lanctot an der Universität Ottawa. 1941 war er Präsident der Canadian Historical Association, von 1948 bis 1949 Präsident der Royal Society of Canada, die ihn 1943 mit der J. B. Tyrrell Medal ausgezeichnet hatte. 1967 wurde er als Officer des Order of Canada geehrt.

## Schriften
- L’administration de la Nouvelle-France, Dissertation, 1918, veröffentlicht 1928
- François-Xavier Garneau, 1926
- Les Canadiens français et leurs voisins du sud, 1941
- Histoire du Canada, 1959–64
- Canada et la Révolution américaine, 1965
- Montréal sous Maisonneuve, 1966